# Nagy-Kurultáj

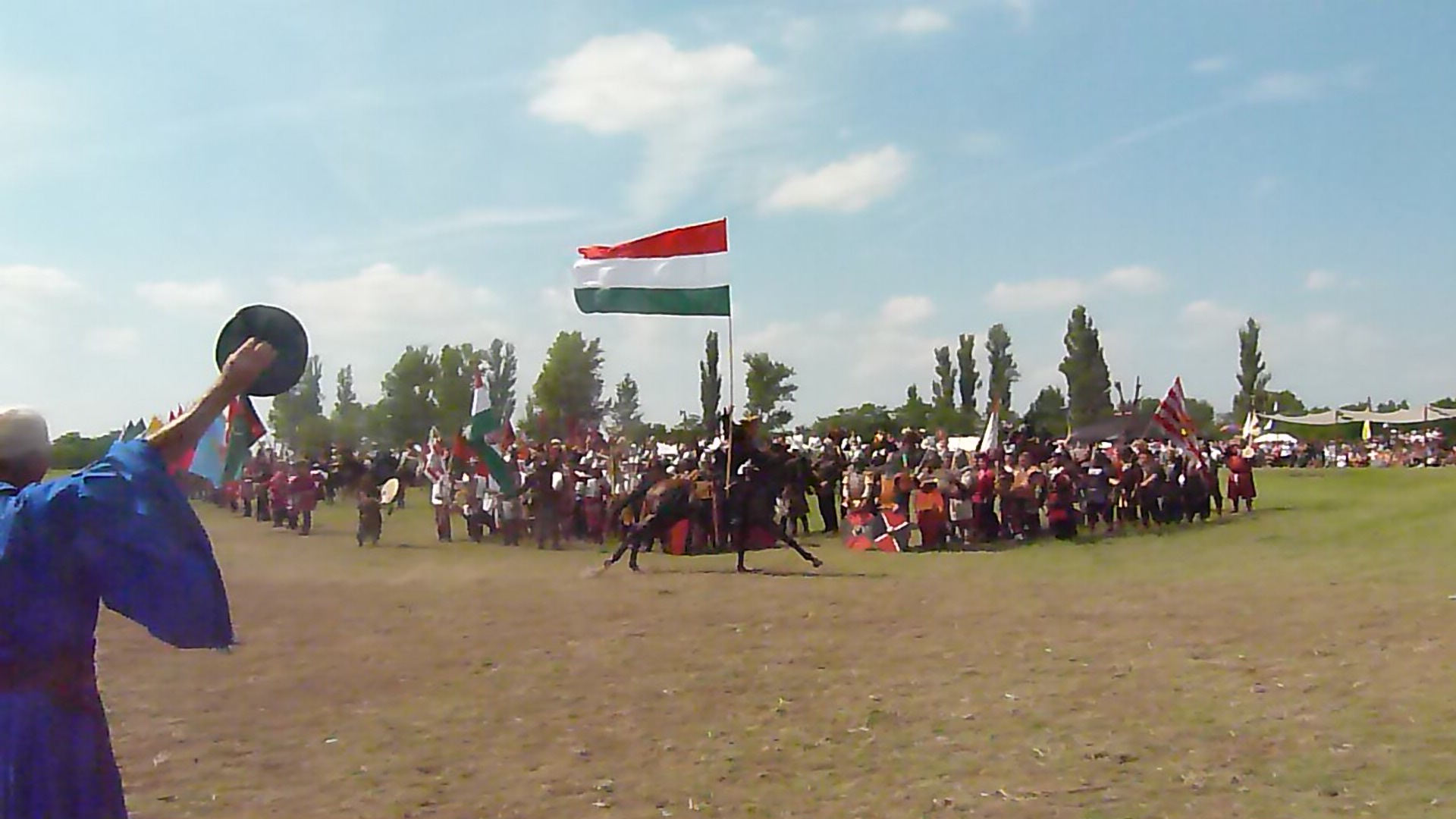
Nagy-Kurultáj – Magyar Törzsi Gyűlés, Bugac, 2014. augusztus 9.

A Nagy-Kurultáj elnevezés egy „magyar hagyományőrzőnek” beállított rendezvényt takar, amelyre kétévente kerül sor, melynek célja a magyarok és a szervezők szerint ún. „rokon őstörténetű” keleti türk népekkel való összefogásnak az erősítése. Saját definíciója szerint egy „magyar törzsi gyűlés, és a hun és türk tudatú népek legnagyobb találkozója”. A rendezvényt páros számú években rendezik meg, míg páratlan években Ősök napja néven szerveznek rendezvényt a Nagy-Kurultáj szervezői.
Először 2007-ben tartották meg a kazahsztáni Saga településen, míg az első magyarországi Nagy-Kurultáj 2008-ban volt. Az eseményt a Kiskunsági-homokháton lévő Bugacon rendezik. A rendezvény ideológiája a turanizmuson alapul, amely nézet szerint a finnugor és a türk népek egy nyelvcsaládot alkotnak, és rokonnépei egymásnak.

## Előzmények
2006 szeptemberében Bíró András Zsolt antropológus, humánbiológus vezetésével ötfős kazak–magyar kutatócsoport több mint egy hónapos expedíció keretében járta be az észak-kazahsztáni Torgaj-vidék területét (Kosztunaj-tartomány, Dzsangeldi-megye), és a kutatás genetikai kapcsolatot mutatott ki a mai magyarok és az említett területen élő madjar törzs (ejtsd: magyar, más néven „torgaji magyarok”) között. Az eredményekről az American Journal of Physical Anthropology tudományos szakfolyóirat is beszámolt.

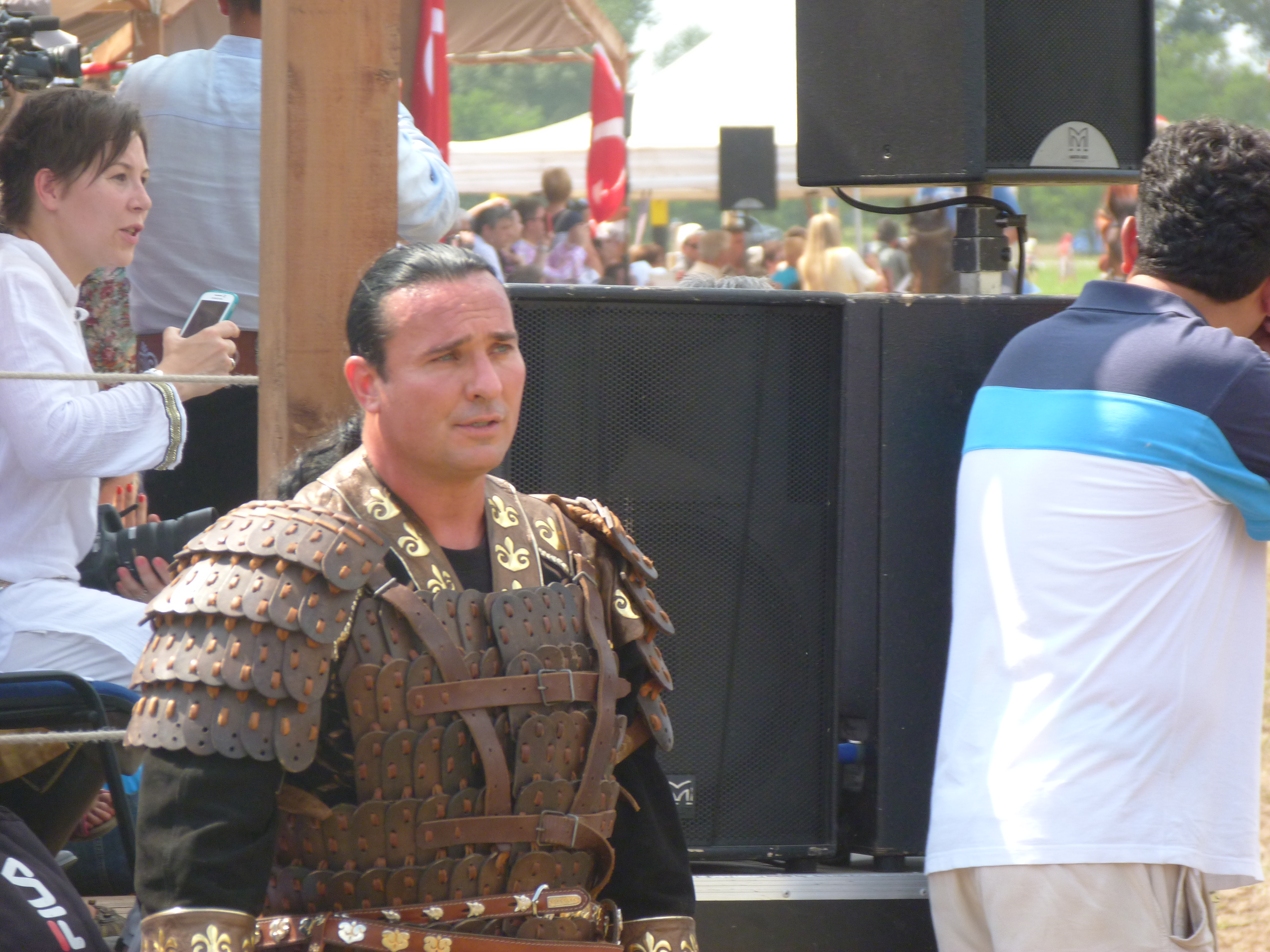
Bíró András Zsolt

2006 decemberében a madjarok vezetői Bíró Andrást is meghívták első közös megbeszélésükre Kazahsztánba, ahol a magyar antropológus tevékenysége hatására úgy döntöttek, hogy létrehoznak egy alapítványt és a következő évben összehívják a Nagy-Kurultájt, a madjarok törzsi gyűlését (a 19. század óta először). A rendezvény fő célja az volt, hogy a Kazahsztán területén szétszóródott madjar törzsbelieket összegyűjtse néhány napra, és hagyományőrző programok révén megerősítse a kis nemzeti közösség összetartozás-tudatát. Az alapítvány vezetői Magyarországot is meghívták. A magyar küldöttség szervezését Biró András Zsolt vállalta el, és a Baranta Hagyományos Magyar Harcművészetek Szövetségének 10 fős válogatott csapatát kérte fel arra, hogy egy Magyarország képviseletében a Madjar Nagy-Kurultájon bemutassák a magyar harci, zenei és tánchagyományt. A küldöttségbe további tagokat is bevont, többek között a Magyarok Világszövetsége képviselőjét. Miután állami támogatást nem sikerült szereznie, a csapat kiutazását a Magyarok Világszövetsége, Székesfehérvár és Dunaszerdahely városok önkormányzata, egy kassai vállalkozó, a UPC és a Front Line Magyarország Kft. támogatták.
Számos kazahsztáni támogató segítségével végül 2007. július 4-8 között a Szariözön folyó mellett fekvő Saga településen, a madjar törzsi terület központjában tartották meg a törzsi gyűlést. A rendezvényen mintegy tízezer ember vett részt. A 20 fős magyar küldöttséggel együtt lefolytatott törzsi tanácskozás mellett a program keretében sor került a hagyományos kurasz versenyre, a lófuttatásra és a magyar csapat baranta bemutatójára, esténként pedig kulturális műsorokra. A rendezvény során a muszlim vallású madjarok ünnepélyesen felavatták a „Magyarok (madjarok) Ősatyjának” szentelt mecsetet, majd megkoszorúzták legnagyobb hősük, Karcag batir síremlékét. Július 7-én a madjar törzsi vezetők és a magyar küldöttség közös testvéri szerződést fogalmazott meg, amelyet július 10-én a megyeszékhelyen, Arkalikban írtak alá a madjar vezetők és a magyarokat képviselő küldöttség tagjai. A szerződésben kijelentik, hogy a két nép tagjai a testvéri közösséget a jövőben ápolni fogják, és e hagyományt gyermekeiknek is továbbadják.
Június végén a három legnagyobb kazak tévé és több újság riportot közölt Bíró András Zsolttal a genetikai vizsgálatokról. A megyeszékhelyen, Arkalikban kormányküldöttségnek kijáró díszfogadást rendeztek a magyar csapat tiszteletére, és ez a többi útba ejtett településen is folytatódott (Amangildi és Torgaj városok, Kumsik, Saga). A kazahsztáni országos médiában ott-tartózkodásának teljes időtartama alatt kiemelt helyet foglalt el a magyar küldöttség útja. A Kazak Nemzeti Televízió már Asztanába, a kazak fővárosba érkezésükkor külön riportot készített velük. Ezt követően naponta több hírösszefoglalónak is helyet adtak televíziókban, rádiókban, nyomtatott sajtóban. Az utazásról egy magyar forgatócsoport is készített dokumentumfilmet. Kazahsztánon kívül Üzbegisztánban, Oroszországban és a muzulmán országokban (pl. Szaúd-Arábia) közöltek hírösszefoglalókat a küldöttség látogatásáról. A magyarországi média az eseményről nem adott hírt.
Bíró András Zsolt kezdeményezésére és szervezésében 2008. augusztus 8-10. között több mint 80 magyar hagyományőrző és kultúrcsoport részvételével tartották meg a Magyar-Madjar Nagy-Kurultájt a kunszentmiklósi Bösztörpusztán. A Kárpát-medencei magyarok és a kazahsztáni madjar törzs küldöttsége együtt emlékezett az állítólagos „közös múltbeli gyökerekre”, a vad barbárság szimbólumának számító Attilára, Baján kagánra, a magyar honfoglalásra és a madjar törzs hősére, Karcag batirra. A bevezető ünnepséget Kunszentmiklós polgármestere, Kazahsztán magyarországi nagykövete és a kazahsztáni madjar küldöttség vezetője nyitotta meg, majd látványos zenés élőkép és csatajelenet következett. Ezután hagyományos lakomára („Magyarok Asztala”), majd a részt vevő küldöttségek nyilvános tanácskozására került sor. A rendezvény programját a lovas és gyalogos harci és ügyességi játékok mellett a felállított jurtafalu, koncertek, táncház, népi kirakodóvásár, őstörténeti előadások, áltudományos „természetgyógyászati” kezelések, kézműves foglalkozások és gyermekfoglalkozás színesítette. Több tízezer látogató ünnepelt együtt.
A 2008-ban szervezett Magyar–Madjar Nagy-Kurultáj Magyarország eddigi legnagyobb „hagyományőrzőnek” nevezett rendezvénye volt, amelyen több mint 80 Kárpát-medencei hagyományőrző és kulturális szervezet vett részt és látta vendégül a Kazahsztánból érkező madjar küldöttséget.
A rendezvényt záró tanácskozáson a Nagy-Kurultáj tanácsa úgy döntött, hogy ezentúl kétévente megrendezik az ünnepet.
A Bíró András Zsolt és Varga Zoltán által létrehozott Magyar–Turán Alapítvány az összefogás jegyében egy szövetséget hívott életre, amelyhez 2009-ben több mint 30 szervezet csatlakozott a magyar hagyományőrzés összehangolása, a magyar őstörténeti kutatások segítése és a Nagy-Kurultáj szervezése céljából. A szervezők úgy döntöttek, hogy a Nagy-Kurultáj nem egy állandó helyszínen lesz, hanem bármely település számára meg kell adni a lehetőséget, hogy pályázhasson. A következő Nagy-Kurultáj helyszínére több mint tíz település nyújtott be pályázatot, a szervezők végül a Bugac mellett döntöttek.
2009. augusztus 23-án ugyancsak Bösztörpusztán egy újabb rendezvény is lezajlott Magyarok Országos Gyűlése majd negyedmillió résztvevővel, a Nagy-Kurultáj korábbi szervezőcsapatából kivált Magyarok Szövetsége Egyesület rendezésében. Ez a rendezvény részben hasonló összmagyar kulturális célokat tűzött ki maga elé, mint a 2009-es, azonban a rokon őskultúrájú népek képviselői közül csak az ujgur, a kazak és az oszét voltak jelen, és az esemény politikai jelleget is kapott a Szövetség politikai céljai következtében (új nemzeti alkotmány megfogalmazása és követelése az Országgyűléstől). (Ezekből később semmi sem valósult meg.) A rendezvény szervezésében a Magyar–Turán Alapítvány nem vett részt. 

## A 2014-es Nagy-Kurultáj

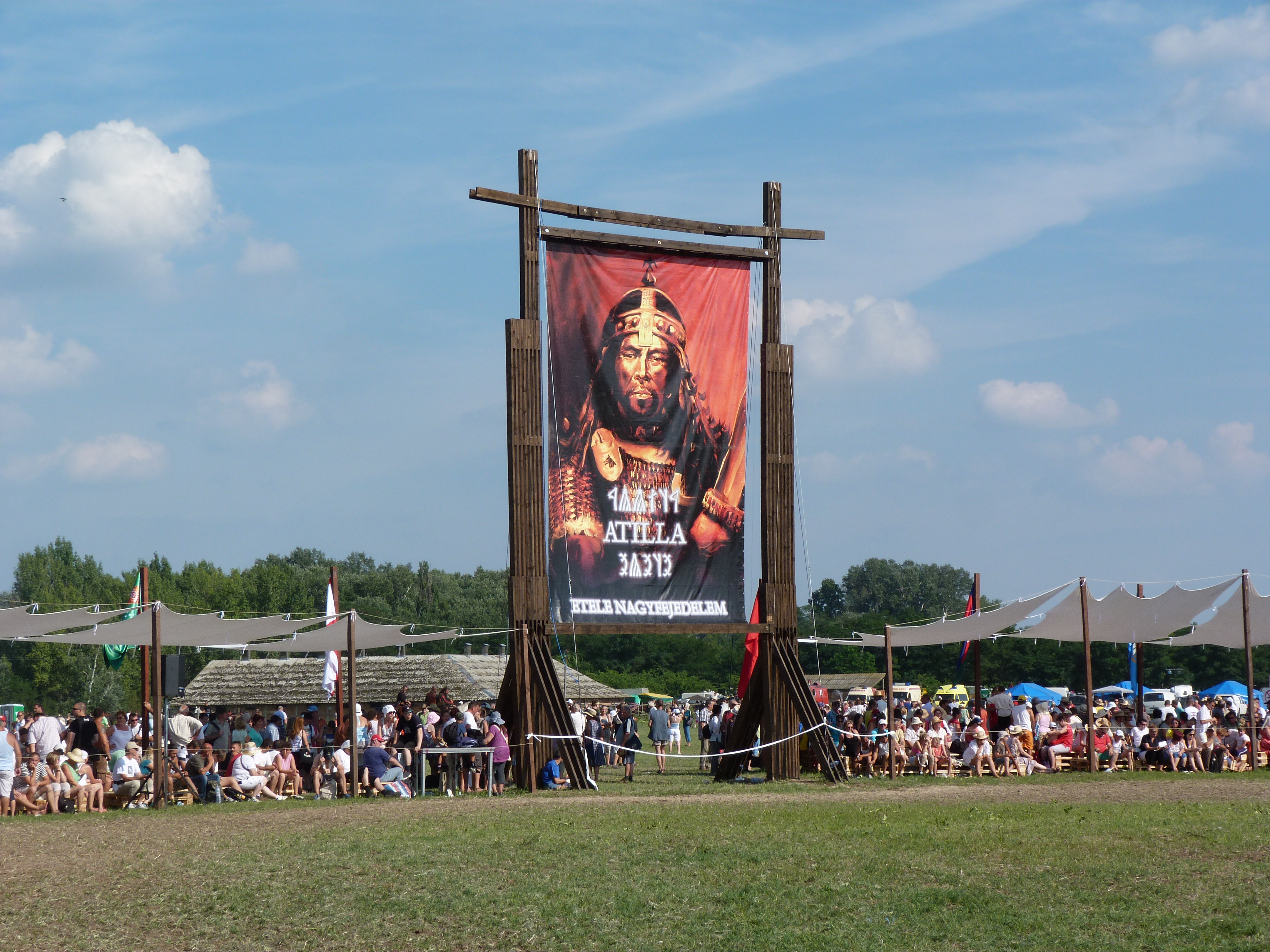
A küzdőtér bejárata
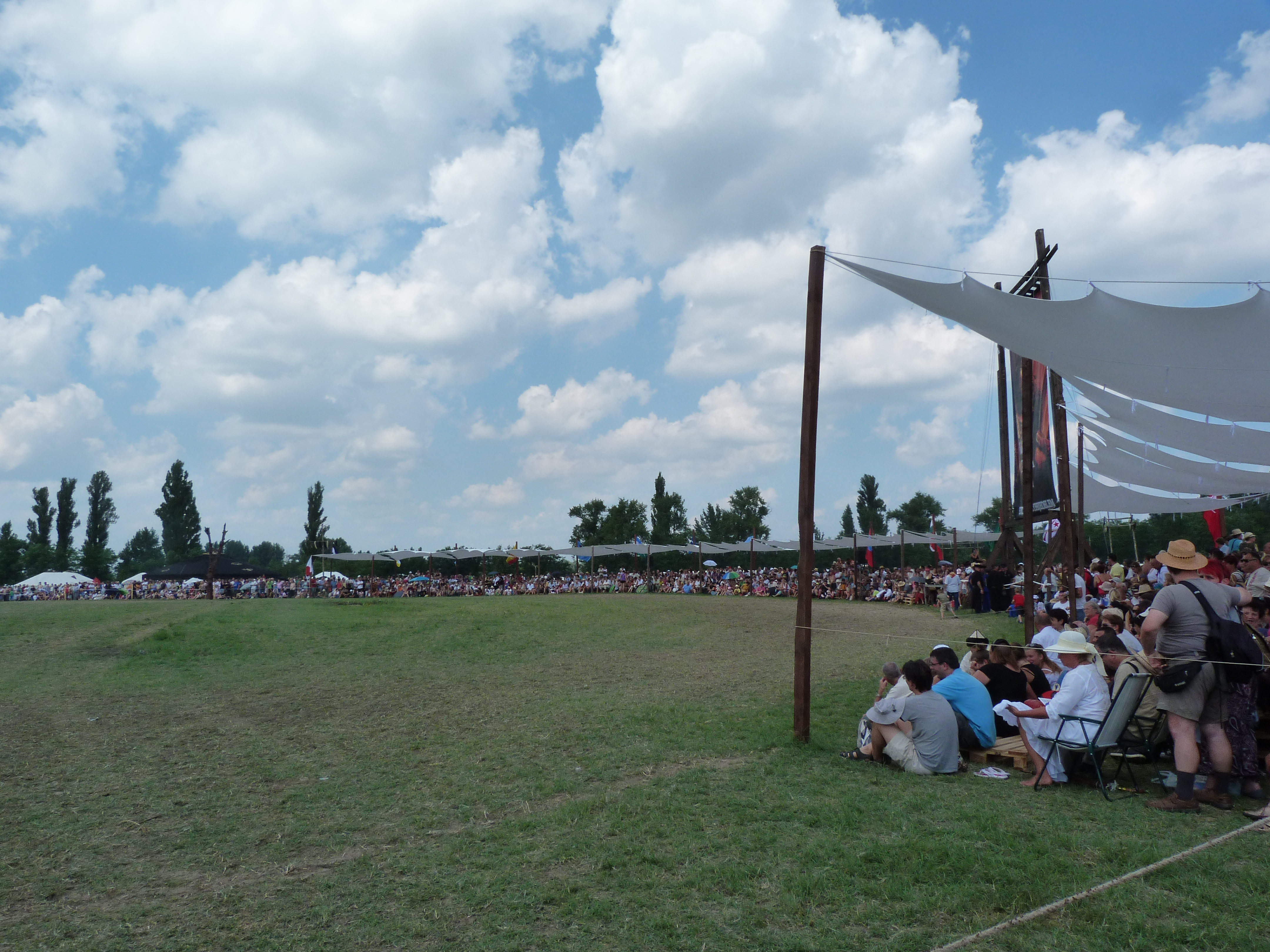
Küzdőtér
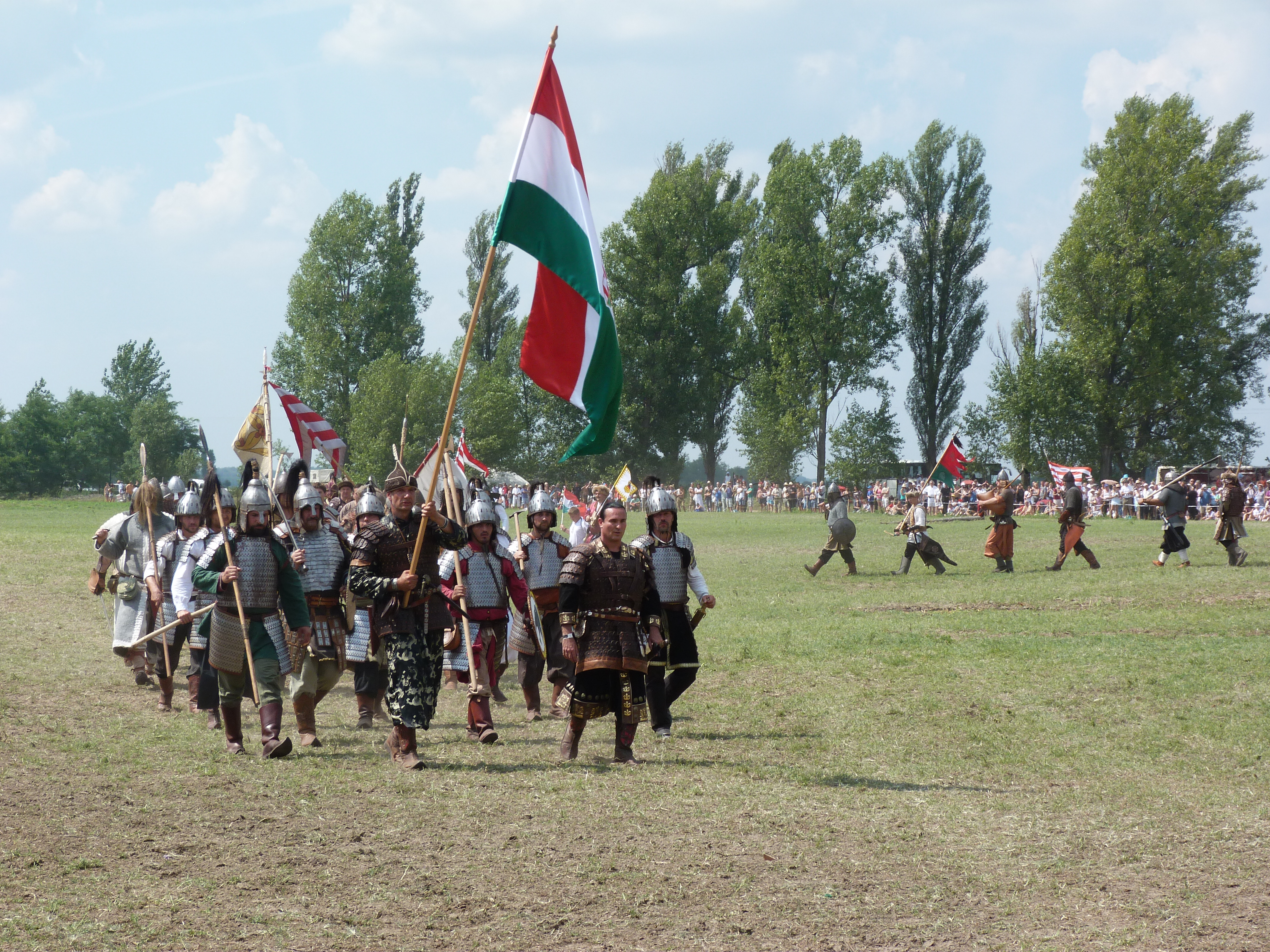
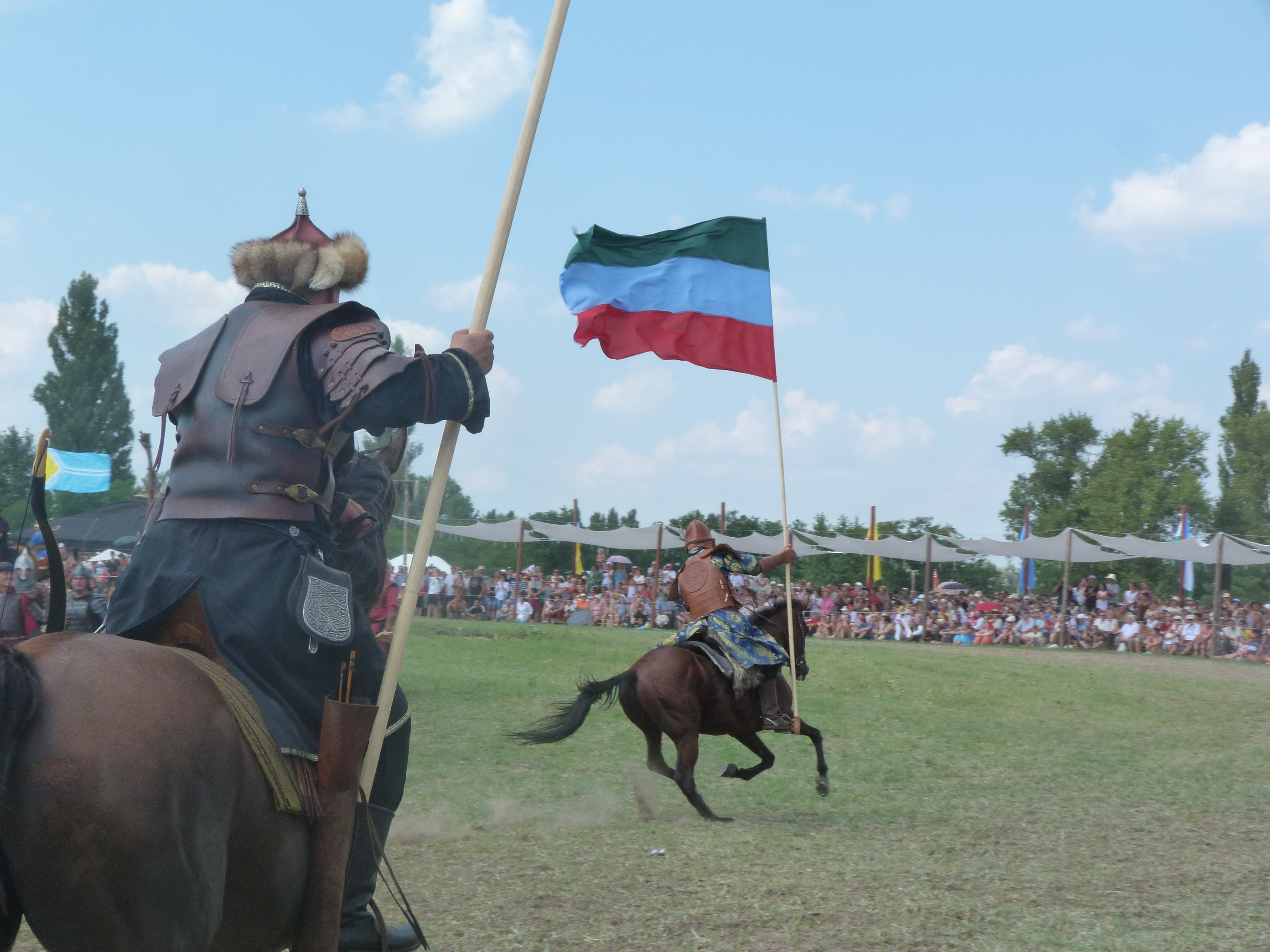
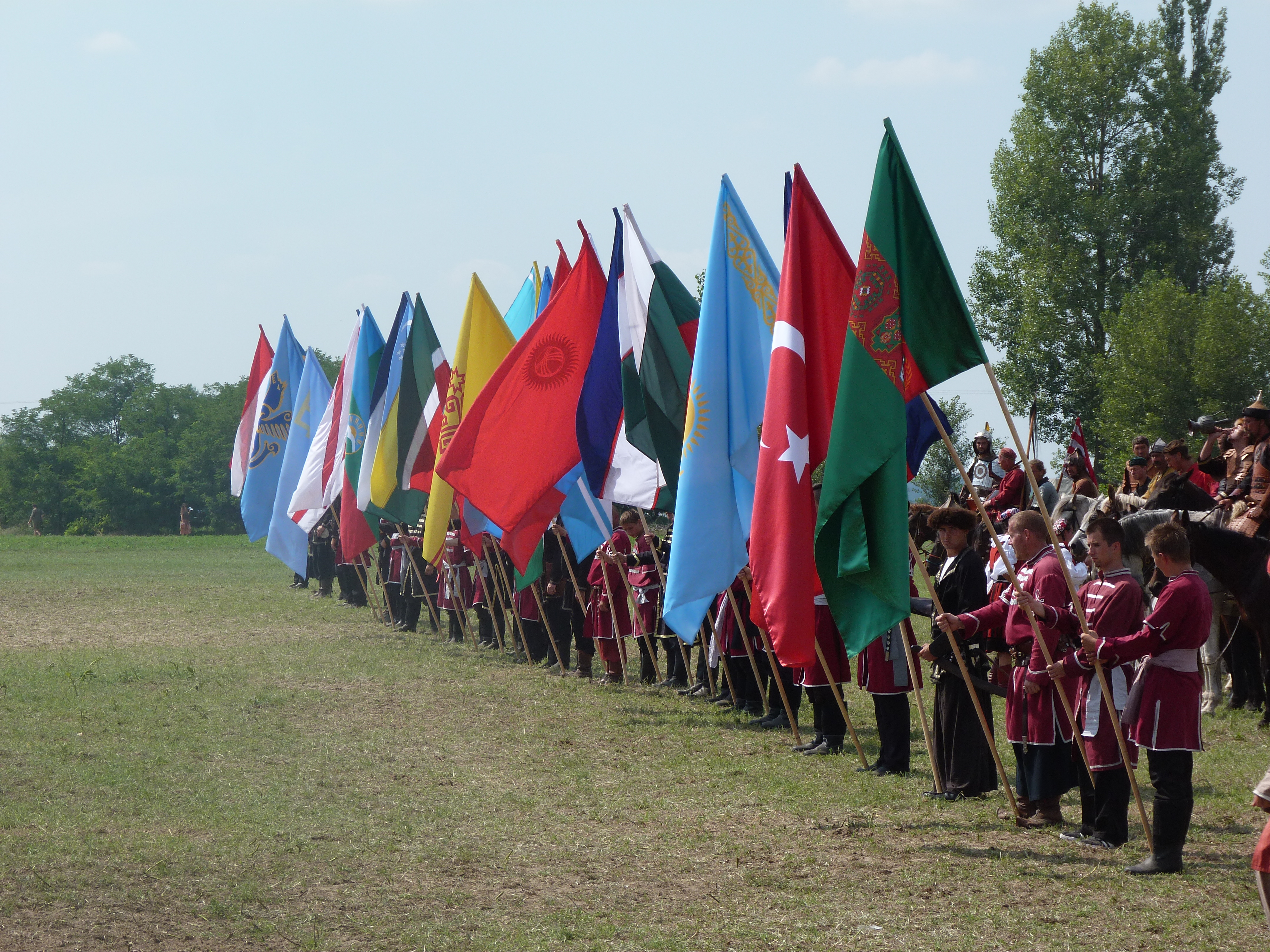
Nemzetek zászlói

## Kapcsolódó szócikk
- A múlt, ahogyan parancsolja